# La banalità del bene
La banalità del bene: storia di Giorgio Perlasca è un libro del 1991, scritto da Enrico Deaglio. È stato tradotto in tedesco, ungherese, inglese e spagnolo.
Il titolo fa direttamente riferimento, ribaltandolo, al titolo del libro La banalità del male di Hannah Arendt, incentrato sulla figura di Adolf Eichmann, che fu attivo in Ungheria fino al 1944 e fu il principale fautore delle deportazioni di migliaia di ebrei durante la Soluzione finale della questione ebraica del regime nazista.

## Trama
Il libro narra della vita del Giusto tra le nazioni Giorgio Perlasca e del suo operato a Budapest durante la seconda guerra mondiale. 
Il giornalista Enrico Deaglio nel 1989 riesce a intervistare Perlasca che, ormai ottantenne, gli racconta la sua storia. Nel libro si parla della storia di un uomo qualunque che riuscì a salvare oltre cinquemila ebrei ungheresi dalla deportazione. Iniziò tutto negli anni venti, quando Perlasca aderì con entusiasmo al fascismo, tanto da partire come volontario in due spedizioni, tra cui l'ultima per il generale Francisco Franco in Spagna. Nel 1938, tornato in Italia, entrò in crisi con il partito fascista in seguito a due motivazioni scatenanti: l'alleanza tra Italia e Germania (nemiche dalla prima guerra mondiale), ma soprattutto le leggi razziali del 1938, che sancivano definitivamente la persecuzione su base razziale nei confronti degli ebrei italiani. Scoppiata la seconda guerra mondiale, Perlasca venne mandato come commerciante di carne per l'esercito italiano nei paesi dell'Est Europa. A seguito dell'armistizio tra l'Italia e gli Alleati, rifiutò di aderire alla Repubblica Sociale Italiana fascista e venne confinato per alcuni mesi in un castello riservato ai disertori. Nel 1944 riuscì a fuggire a Budapest, nel vortice finale della guerra, solo, senza alcun documento e ricercato dalle SS. Grazie all'asilo da parte della sede diplomatica spagnola e all'aiuto del delegato diplomatico, si fece produrre un passaporto con il nome di Jorge Perlasca e si mise al servizio del programma di salvataggio degli ebrei che la Spagna condusse al fianco di altri paesi neutrali e della Croce Rossa Internazionale.
Successivamente, però, l'ambasciatore spagnolo lasciò l'Ungheria e Giorgio Perlasca, che avrebbe potuto salvarsi tentando la fuga, si autonominò nuovo rappresentante diplomatico della Spagna. Con questo piano, riuscì ad assicurare protezione a più di cinquemila ebrei, reperendo edifici a cui dare giurisdizione spagnola, le cosiddette "case protette" (otto in totale), salvandoli dai nazisti tedeschi e ungheresi che li avrebbero uccisi. La sua azione durò da quando ricevette il passaporto, fino alla fine della guerra. Perlasca, nella sua opera, fu aiutato anche da Raoul Wallenberg (un diplomatico svedese inviato dal re di Svezia che, grazie a buoni mezzi finanziari, doveva salvare più ebrei possibile); i due si ritrovavano allo scalo merci della stazione per cercare di strappare qualche deportato dai treni pieni di ebrei. Per paura di creare un incidente diplomatico con la Spagna neutrale, i nazisti tollerarono la sua salvaguardia verso queste persone che, altrimenti, avrebbero avuto vita breve.
Dopo l'entrata a Budapest dell'Armata Rossa, Perlasca venne catturato e fatto prigioniero per alcuni giorni. Fu poi liberato e poté trasferirsi in Italia, riprendendo la sua vita.
Per circa mezzo secolo il protagonista non raccontò mai a nessuno il proprio gesto eroico. Un giorno del 1987, però, trovò nella sua casetta postale una lettera proveniente dalla Germania, a rintracciarlo fu un gruppo di donne che voleva che il suo nome fosse ricordato. Nel periodo della seconda guerra mondiale queste donne erano poco più che ragazzine e Perlasca aveva salvato la loro vita o quella di un membro della loro famiglia. Nel libro viene raccontato l'incontro tra Perlasca e queste donne, con i racconti delle loro storie e di come questo abbia scombussolato in positivo la vita di Giorgio Perlasca, venendo riconosciuto da sempre più persone e rendendo nota la sua storia. Un capitolo del libro contiene le pagine del diario di Giorgio Perlasca, in cui scrive di come venivano catturati e ammazzati gli ebrei, delle torture che venivano loro inflitte e di come fosse difficile garantire una degna vita a queste persone, assicurando loro cibo e protezione, di come molti degli ebrei che proteggeva non capissero pienamente l'entità del pericolo in cui si trovavano, e degli escamotage utilizzati.

## Opere derivate
Dal libro, il regista italiano Alberto Negrin ha tratto il tv-movie Perlasca. Un eroe italiano del 2002, trasmesso dalle reti Rai. L'autore ha partecipato alla sceneggiatura; luca Zingaretti ha interpretato il ruolo di Giorgio Perlasca.

## Edizioni
- Enrico Deaglio, La banalità del bene: storia di Giorgio Perlasca, Milano: Feltrinelli, 1991
- Enrico Deaglio, La banalità del bene: storia di Giorgio Perlasca, a cura di Carla Forti; [consulenza didattica di Maria Corda Costa], Torino: Loescher, 1993
- Enrico Deaglio, La banalità del bene: storia di Giorgio Perlasca, Milano: Diario Libri, 2003